# Freren
Freren là một đô thị thuộc huyện Emsland, bang Niedersachsen, Đức. Freren nằm cách 15 km về phía đông Lingen.
Dân số cuối năm 2006 là 5077 người.
Freren là thủ phủ của Samtgemeinde ("đô thị tập thể") Freren.